# 대구삼육초등학교
대구삼육초등학교(大邱三育初等學校)는 대한민국 대구광역시 수성구에 있는 사립 초등학교이다.

## 역사
- 1952-05-05 개교(덕산동 290번지 학생 130명 김관호 초대 교장 부임)
- 1961-12-01 대구삼육 공민학교 인가
- 1962-05-01 덕산동 290번지에서 현 중동 410번지로 이전
- 1963-02-22 대구삼육초등학교로 인가
- 1982-03-01 제15대 오남숙 교장 부임
- 1983-07-10 신축 교사 기공식(건평 279평)
- 1984-04-15 본관 신축 교사 준공
- 1987-03-01 제16대 김영동 교장 부임
- 1988-06-10 3층 컴퓨터실 및 강당 준공(건평 131평)
- 1989-03-01 어학실, 과학실 및 도서실 설치
- 1990-01-08 6학급 인가
- 1992-08-30 급식실, 음악실, 실험실, 특별실, 시설 증축 기공
- 1993-03-01 제17대 김진균 교장 부임
- 1993-09-17 학교부대시설(급식실, 과학실, 특별실) 준공식(B동) 급식 시작
- 1996-09-11 운동장 확장 준공(중동 395-1 건평 245평)
- 1998-01-25 학교 환경 개선 사업(운동장 배수로, 인터로킹, 유리창 이중 창호, 출입문 교체, 전 교실 도색 및 전등 교체, 소방시설 급수전 공사)
- 2000-03-01 제18대 이상의 교장 부임
- 2000-07-31 운동장 스프링클러 시설 완공
- 2001-02-28 도시가스 난방시설 완공
- 2004-09-01 제19대 정정현 교장 취임
- 2006-07-17 전기승압공사 및 전교실 에어컨 설치
- 2007-03-08 특별교실 9실 준공(연면적 535.5m2)
- 2007-09-01 제20대 안승자 교장 취임
- 2008-08-01 보건실 및 영어 체험실 설치
- 2009-01-01 CCTV 설치
- 2009-12-01 급식실, 과학실 현대화 사업
- 2010-01-01 도서실 슬라이딩 서가 및 도서 바코드 정리
- 2010-04-01 학교버스 구입 (25인승, 1대)
- 2010-08-01 학교 내외부 및 놀이기구 도색
- 2010-12-01 전교실 천정리모델링(텍스교체) 및 본관 지붕교체
- 2011-05-01 전교실 대형TV 설치, 끓인물 정수기 2대 구입
- 2011-08-01 학교버스 구입(29인승, 1대)
- 2011-11-01 땅구입(대지 160m2) 다니엘관 확장(연면적 318.76m2, 3층)
- 2011-12-01 담장교체
- 2012-02-01 전교실 사물함 교체 및 식기세척기 구입
- 2012-08-01 사택구입(정화우방팔레스 103동 1808호, 35평)
- 2013-02-01 컴퓨터실 컴퓨터 교체 및 무선 인터넷망 설치
- 2013-02-01 제59회 졸업식
- 2013-03-01 제21대 박태윤 교장 부임
- 2013-08-30 본관 화장실 리모델링 공사
- 2014-04-30 운동장 놀이시설 공사
- 2014-08-30 본관 교실 현대화 리모델링 공사
- 2015-03-01 제22대 김병호 교장 부임